# Hildegarda Svoboda von Wolkensperg
Hildegarda Svoboda baronica von Wolkensperg (tudi Hilda Swoboda), slovenska plemkinja in baronica, * 27. julij 1914, Puštal, † 3. november 2012.

## Življenjepis
Življenje Hildegarde von Wolkensperg se je začelo v Puštalskem gradu oz. dvorcu, kjer je bila rojena puštalskemu baronu Avgustu, imela je še pet let mlajšo sestro Izabelo. Izhaja iz slavne rodbine puštalskih baronov, katerih slava se je pričela z Markom Oblakom, ki je leta 1696 kupil grad Puštal. Njegov vnuk Franc Anton Oblak pl. Wolkensperg je bil povzdignjen v barona leta 1753. Hildegardin bratranec je bil impresionistični fotograf Avgust Berthold. 
Prva leta svojega življenja je preživela v Gradcu, pri stari mami po mamini strani, Ilki von Scheibenhof, rojeni Kalman. Po koncu vojne se je vrnila v Škofjo Loko in pri nunah obiskovala šolo. Ker ni znala slovensko je imela veliko težav pri sprejemanju slovenske kulture, saj je bila vzgajana kot Avstrijka.
Zaradi svojega plemiškega rodu je bila zaničevana in zapostavljena, saj so se neprestano norčevali iz nje. Poleg rednega pouka v šoli je imela pouk tudi na domu, kjer se je učila pri zasebnih učiteljih slovenščine, nemščine in francoščine, pri nunah pa se je učila igranja klavirja. Dejavna je bila tudi pri Sokolih, s svojo sestro pa sta med prvimi v Škofji Loki smučali, smuči jima je izdelal puštalski rokodelec.
Zelo rada pa je tudi slikala, imela je zasebno učiteljico slikanja, nuno, ki je bila po izobrazbi slikarka. Ker je zelo dobro slikala je enkrat razstavljala na loškem gradu. Slikati je prenehala po smrti svojega očeta leta 1937.
Poročila se je 5. aprila 1941 z Velimirjem Svobodo, ki je bil pred kapitulacijo Jugoslavije podpolkovnik v kraljevi vojski. Kasneje se je pridružil partizanom kot vojaški strateg, sodeloval pa je tudi pri osvobajanju Trsta. Vendar se ni vključil v komunistično partijo, kar ga je privedlo na Teharje. Od tam se je vrnil globoko prizadet in od tega si ni nikoli opomogel. 
Rodila se jima je hči Alma, ki pa je tragično preminula v letalski nesreči na Krku leta 1971.
Po drugi svetovni vojni so vse premoženje zaplenili, za življenje so jima pustili le manjši trakt dvorca, kjer je baronica živela do smrti. V dvorcu je bil najprej muzej, nato proizvodni obrat papirne industrije, zadnjih trideset let pa je tam glasbena šola. Leta 2004 ji je bil dvorec in še nekaj posesti vrnjenih. 
Baronica Hildegarda Svoboda Wolkensperg je ena redkih, če ne celo edina slovenska plemkinja, ki je po letu 1945 lahko ostala na svojem gradu.